# Munkácsi Antónia
Munkácsi Antónia (Belgrád, Jugoszlávia, 1938. november 26. –) Európa-bajnoki ezüstérmes magyar futó, olimpikon. A Magyar Pamut SC, majd a Vasas Izzó versenyzője.

## Eredményei
Három olimpián vett részt. Az 1960-as római olimpián 200 méteres síkfutásban indult, és a 16. helyet szerezte meg. Ugyanezen az olimpián még indult a 4 × 100 méteres váltófutásban is, ahol az előkelő, 7. helyen ért célba. Legjobb eredményét az 1964-es tokiói olimpián érte el, ahol 400 méteres síkfutásban 54,4 másodperces idejével 23 indulóból 4. helyezett lett. Tokióban megismételte a 4 × 100 méteres váltófutásban szerzett 7. helyet. Indult még az 1968-as mexikóvárosi olimpián, ahol a 400 méteres síkfutásban 25. helyezést ért el.
Legjobb időeredményét (53,9 másodperc) 400 méteren 1966-ban futotta, amikor a budapesti Európa-bajnokságon ezüstérmet szerzett. 100 méteren 11,8 másodperc, 200 méteren 24,1 másodperc a legjobbja 1960-ból.
Harmincötszörös magyar válogatott, nyolcszor javított csúcsot, hatszoros magyar bajnok.